# Cardopusher
Luis Garbán Valdeon, conocido artísticamente como Cardopusher o Safety Trance, es un rapero, DJ y productor discográfico venezolano de Caracas, el cual reside en Barcelona, España de música electrónica con influencias que van desde el Techno, House hasta la Electrónica experimental.

## Historia
Cardopusher, ingeniero de sonido de profesión, inició su carrera profesional en el sector musical desarrollando su propio sonido, en la década del 2000. Pasó por una amplia variedad de estilos, buscando la inspiración en sellos como Tigerbeat6, Schematic, Planet Mu o Rephlex Records. Empezó a experimentar con IDM, Glitch y Mashup.
Pero no fue hasta 2006 cuándo Cardopusher se decantó por el Breakcore y empezó a desarrollar su sonido. Ese mismo año Cardopusher firmó con el legendario sello francés Peace Off y lanzó su primer álbum 'Hippie Killers Don't Mind Jah Conversations' (2006).
En 2008 la Red Bull Music Academy lo incluyó en su edición del 2008 en Barcelona.
En su trayectoria profesional se incluyen una serie de EPs, tracks y remixs en sellos como DVA Music, Iberian Records, Tigerbeat6, Enchufada, Car Crash Set y el sello de Kode9, Hyperdub.
Ha remixado artistas como Badawi, James Franco o Danton Eeprom y ha pinchado por festivales como Sonar (ESP), Sos4.8 (ESP), Monegros (ESP), Outlook Festival (CRO), Bangface Weekender (UK), Norberg Festival (SE), Trans Musicales (FR), Gogbot Festival (NL), o Mutek (ESP).
A principios del año 2013 Cardopusher firmó por Boysnoize Records, aportando al sello un par de releases en Boysnoize Records Trax (2013).
En 2014 debutará con un nuevo proyecto junto a Nehuen, llamado CWS, con un release 12" en Struments Records. El proyecto, mezcla de electrónica entre Techno, House y Experimental, es una mezcla formato canción y experimentación en vivo.

## Negocios
En 2012, Cardopusher y su amigo, colaborador y también DJ/Productor Nehuen crearon un nuevo sello discográfico llamado Classicworks, dedicado a la música club con toques retro futuristas.

## Discografía
Álbumes
- 2011: Yr Fifteen Minutes Are Up (Tigerbeat6)
- 2009: Unity Means Power (2x12”/CD)(Murder Channel (JAP) / Adnoiseam (EU)
- 2006: Hippie Killers Don´t Mind Jah Conversations (2x12”/CD) (Peace Off)

Sencillos
- «Control Your Body EP» (Boysnoize Records / BNR Trax, 2013)
- «Faults EP» (Boysnoize Records / BNR Trax, 2013)
- «Norte Sonoro EP 2» Cardopusher / Sun Araw / Dj Rupture / Poirier – (Norte Sonoro, 2013)
- «Baadman - Stab/Gambetta» (Cardopusher Remix) (Kitsuné, 2013)
- «Danton Eeprom – Occidental Damage» (Cardopusher Remix) (InFiné, 2013)
- «So What U Want Me To Do EP» (Classicworks, 2012)
- «Cardopusher / Nehuen – Split 01» (Classicworks, 2012)
- «Everybody / Guava Blossom» (DVA Music, 2012)
- «Coppertoned Punch EP» (Shockout 24, 2011)
- «Cardopusher / Migrant / Octa Push – Tax Haven II» (Iberian Records, 2011)
- «Tarradella Nights / All Bellaca Parties» (Car Crash Set, 2011)
- «Cardopusher / Ghosts On Tape / Pocz & Pacheko - Silicon Summer EP» (Shockout, 2010)
- «Schematic Blocks EP» (On The Edge, 2010)
- «Cardopusher / Kid606 / Badxman – Disciples Of Dread EP» (Shockout, 2009)
- «Down To The Wire EP» (Terminal Dusk, 2008)
- «Rotator / Cardopusher – Jump Da Fuck Up/Fighters Unite (10”)» (Brothers In Blood, 2008)
- «Matt U / Cardopusher – Mute Sou l/ Parrilla» (Red Volume, 2008)
- «Quarta 330 / Cardopusher – Sabacco / Homeless» (Quarta330 remix) (Hyperdub, 2008)